# Robert Hossein

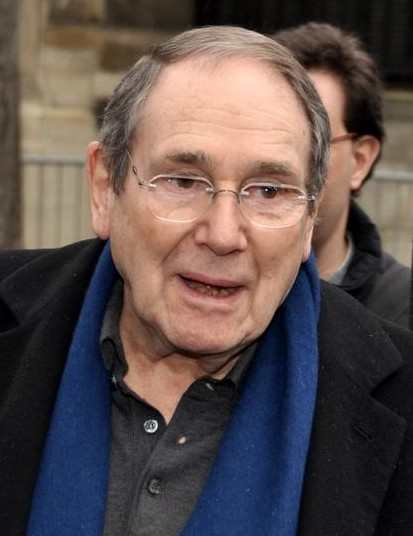
Robert Hossein (2013)

Robert Hossein (* 30. Dezember 1927 in Paris als Abraham Hosseinoff; † 31. Dezember 2020 in Essey-lès-Nancy) war ein französischer Schauspieler sowie Theater- und Filmregisseur.

## Leben
Seine Eltern waren der iranisch-aserbaidschanische Komponist Aminollah Hossein, der sowohl im Iran als auch in Frankreich als Komponist bekannt war, und Anna Mincovschi, eine Schauspielerin jüdisch-russischer Herkunft. Er wuchs in der Religion seines Vaters, dem zoroastrischen Glauben, auf.
Robert Hossein war drei Mal verheiratet. Seiner Ende 1955 geschlossenen Ehe mit der Schauspielerin Marina Vlady entstammen zwei Söhne.
Am 7. Juni 1962 heiratete er mit einer Sondererlaubnis des französischen  Staatspräsidenten, Charles de Gaulle, die fünfzehnjährige Caroline Eliacheff, Tochter des Filmproduzenten Anatole Eliacheff und der Publizistin Françoise Giroud. Sie bekamen einen Sohn, den späteren Schauspieler und Rabbiner Nicolas Hossein (auch Aaron Eliacheff genannt), und ließen sich 1964 scheiden.
Eine spätere Lebensgefährtin Hosseins war die Schauspielerin Michèle Watrin, die 1973 mit ihm in dem Film Der Abbé und die Liebe spielte. Sie starb 1974 bei einem Autounfall.
Danach lebte er mit der Schauspielerin Candice Patou zusammen, mit der er ebenfalls einen Sohn hatte. Das Paar heiratete am 28. Juni 1976.
In den 1970er Jahren trat Robert Hossein zum Katholizismus über. Im Jahr 2012 wurde er beim katholischen Filmfestival Mirabile Dictu für sein Lebenswerk ausgezeichnet. Er starb 2020 einen Tag nach seinem 93. Geburtstag an den Folgen einer COVID-19-Infektion in Essey-lès-Nancy und wurde auf dem kommunalen Friedhof in der französischen Gemeinde Vittel bestattet.

## Karriere
Als Theaterregisseur inszenierte er unter anderem Romeo und Julia von Shakespeare, Geschlossene Gesellschaft von Sartre, Hernani und die Uraufführung des Musicals Les Misérables nach Victor Hugo, Romanadaptationen wie Von Mäusen und Menschen von John Steinbeck und Schuld und Sühne von Dostojewski, Nachtasyl von Maxim Gorki sowie Bernarda Albas Haus von Federico García Lorca, mit dem Isabelle Adjani 1972 ihren Durchbruch auf der Bühne erzielte.
Berühmt wurde Hossein als Peyrac an der Seite von Michèle Mercier in den Angélique-Filmen. Weitere Rollen spielte er als Raskolnikow an der Seite seiner damaligen Partnerin Marina Vlady in der Dostojewski-Verfilmung Schuld und Sühne. Es folgten zumeist Rollen als Gangster oder zwielichtige Charaktere, ein Rollenprofil, das er als Priester Jean Rastaud neben der jungen Claude Jade im bewegenden Résistance- und Zölibatsdrama Der Abbé und die Liebe erstmals aufbrach. Neben künstlerischen Filmen wie diesem war er 1981 Gegenspieler von Jean-Paul Belmondo im Actionfilm Der Profi. Als Regisseur war er vom Film noir beeinflusst.

## Filmografie (Auswahl)

### Darsteller
- 1955: Rififi (Du rififi chez les hommes)
- 1955: Gangster von Paris (Série noire) – Regie: Pierre Foucaud
- 1956: Schuld und Sühne (Crime et Châtiment) – Regie: Georges Lampin
- 1956: Spuren in die Vergangenheit (Sait-on jamais?) – Regie: Roger Vadim
- 1957: Hinter blinden Scheiben (Méfiez vous, filettes) – Regie: Yves Allégret
- 1958: Blonde Fracht und schwarze Teufel (Des femmes disparaissent) – Regie: Édouard Molinaro
- 1958: In den Strömen (V proudech) – Regie: Vladimír Vicek
- 1959: Die Kanaille (Les canailles) – Regie: Maurice Labro
- 1959: Rififi bei den Frauen (Du rififi chez les femmes) – Regie: Alex Joffé
- 1960: Die Drohung (La Menace)
- 1961: Im Fahrstuhl fuhr der Tod (Le Monte-charge) – Regie: Marcel Bluwal
- 1961: Madame sans gêne – Regie: Christian-Jaque
- 1961: Wir bitten zu Bett (Les Petits matins)
- 1962: Das Ruhekissen (Le Repos du guerrier) – Regie: Roger Vadim
- 1962: Grausame Hände (F.L.A.S.H.) – Regie: Christian Marquand
- 1963: Der Mörder (Le meurtrier)
- 1963: Laster und Tugend (Le vice et la vertu)
- 1963: Rasthaus des Teufels (Chair de poule) – Regie: Julien Duvivier
- 1964: Angélique (Angélique, Marquise des anges)
- 1964: Heiße Hölle Bangkok (Banco à Bangkok pour OSS 117) – Regie: André Hunebelle
- 1965: Im Reich des Kublai Khan (La fabuleuse aventure de Marco Polo)
- 1965: Herr auf Schloß Brassac (Le Tonnerre de Dieu)
- 1965: Die untreue Geliebte (La Seconde verité) – Regie: Christian-Jaque
- 1965: Spione unter sich (Guerre secrète)
- 1966: Angélique und der König (Angélique et le roy)
- 1966: La Musica – Regie: Marguerite Duras, Paul Seban
- 1966: Sonderdezernat C III Montmartre (Brigade Anti-Gangs) – Regie: Bernard Borderie
- 1967: Wer singt, muß sterben (L’Homme qui trahit la Mafia)
- 1967: Lamiel – ich liebe die Liebe (Lamiel)
- 1967: Unbezähmbare Angélique (Indomptable Angélique)
- 1968: Angélique und der Sultan (Angélique et le Sultan)
- 1968: Keine Rosen für OSS 117 (Pas de roses pour OSS 117)
- 1968: Nachhilfestunden (La Leçon particulière) – Regie: Michel Boisrond
- 1968: Die kleine Brave (La Petite vertue) – Regie: Serge Korber
- 1969: Die Schamlosen (L’Intreccio) – Regie: Dave Young
- 1969: Friedhof ohne Kreuze (Une corde, un colt…)
- 1969: Heiß über Afrikas Erde (La battaglia del deserto) – Regie: Mino Loy
- 1969: Im Jahre des Herrn (Nell anno del signore) – Regie: Luigi Magni
- 1969: Kalte Augen (La Femme écarlatte) – Regie: Jean Valère
- 1969: Königstiger vor El Alamein (La battaglia di El Alamein)
- 1969: Schüsse aus der Manteltasche (Le Temps des loups) – Regie: Sergio Gobbi
- 1969: Zwei im Visier (Point de chute)
- 1971: Le juge
- 1971: Der Coup (La Casse)
- 1971: Der Löwenanteil (La Part des lions) – Regie: Jean Larriaga
- 1972: Mord bleibt Mord (Un meurtre est un meurtre) – Regie: Étienne Périer
- 1972: Don Juan 73 (Don Juan 73 ou Si Don Juan était une femme) – Regie: Roger Vadim
- 1973: Der Abbé und die Liebe (Prêtres interdits)
- 1979: Midi: Reise ohne Abschied (Démons du Midi) – Regie: Christian Paureilhe
- 1981: Ein jeglicher wird seinen Lohn empfangen… (Les Uns et les Autres)
- 1981: Der Profi (Le Professionnel)
- 1988: Wilde Kinder (Les Enfants de desordre) – Regie: Yannick Bellon
- 1989: Der Gorilla und der Börsenkrach (Le Pave du gorille)
- 1993: L’Affaire – Regie: Sergio Gobbi
- 1995: Les Misérables
- 1997: Wax Mask (M.D.C. – Maschera di cera)
- 1999: Schöne Venus (Vénus beauté (institut))
- 2006: Agatha Christie: Einladung zum Mord (Petits meurtres en famille)
- 2007: Zimmer 401 – Rückkehr aus der Vergangenheit (La Disparue de Deauville)
- 2008: Ein Mann und sein Hund (Un homme et son chien)

### Regisseur
- 1955: Die Lumpen fahren zur Hölle (Les Salauds vont en enfer)
- 1956: Die Wölfe (Pardonnez nos offenses)
- 1958: Nachts fällt der Schleier (Toi … le venin)
- 1959: Die Nacht der Spionin (La Nuit des espions)
- 1960: Haut für Haut (Le goût de la violence)
- 1960: Vis-à-vis (Les Scélérats)
- 1961: Mitternachtsparty (Le Jeu de la verité)
- 1963: Verflucht und vergessen (La Mort d’un tueur)
- 1964: Der Mann, der Peter Kürten hieß (Le Vampire de Dusseldorf)
- 1964: Das grausame Auge (Les Yeux cernés)
- 1967: Ich tötete Rasputin (J’ai tué Raspoutine)
- 1969: Friedhof ohne Kreuze (Une corde, un colt…)
- 1969: Zwei im Visier (Point de chute)
- 1985: Le Caviar rouge
- 1982: Die Legion der Verdammten (Les Misérables)